# 中華民國地球科學學會
中華民國地球科學學會（Chinese Geoscience Union）是由台灣各領域的地球科學家組成的專業學會。負責台灣的地球科學各學門整合發展。

## 歷史
1988年時行政院國家科學委員會邀集台灣地球科學各學門的學會討論出版能代表台灣地球科學發展的整合性期刊，獲得中華民國地球物理學會、中華民國氣象學會、中華民國地質學會等學會同意，於1990年3月正式聯合出版《地球科學集刊》（Terrestrial Atmospheric and Oceanic Sciences, TAO）。後來為了更有效運作，遂決定成立聯合台灣地球科學界各學門的學會，並於1993年1月16日召開成立大會，定名為「中華民國地球科學學會」。
現任理事長是國立中央大學地球科學系馬國鳳教授。

## 出版刊物
- 《地球科學集刊》

## 外部連結
- 中華民國地球科學學會